# دنيس اولسن
دنيس اولسن (بالنرويجية البوكمول: Dennis Olsen)‏ هو سائق سباق نرويجي، ولد في 14 أبريل 1996 في Våler, Østfold ‏ في النرويج.

## وصلات خارجية
- الموقع الرسمي
- دنيس اولسن على موقع DriverDB.com (الإنجليزية)